# 蒙泰伊 (阿韦龙省)
蒙泰伊（法語：Monteils，法語發音：[mɔ̃tɛj]）是法国阿韦龙省的一个市镇，属于鲁埃格自由城区。

## 地理
蒙泰伊（44°15'56"N, 1°59'52"E）面积17.19 平方千米，位于法国奧克西塔尼大區阿韦龙省，该省份为法国南部内陆省份，位于法國中央高原南部，北起顺时针与康塔爾省、洛泽尔省、加尔省、埃罗省、塔恩省、塔恩-加龙省和洛特省接壤。
与蒙泰伊接壤的市镇（或旧市镇、城区）包括：拉富亚德、纳雅克、拉鲁凯特、桑旺萨、卡斯塔内。

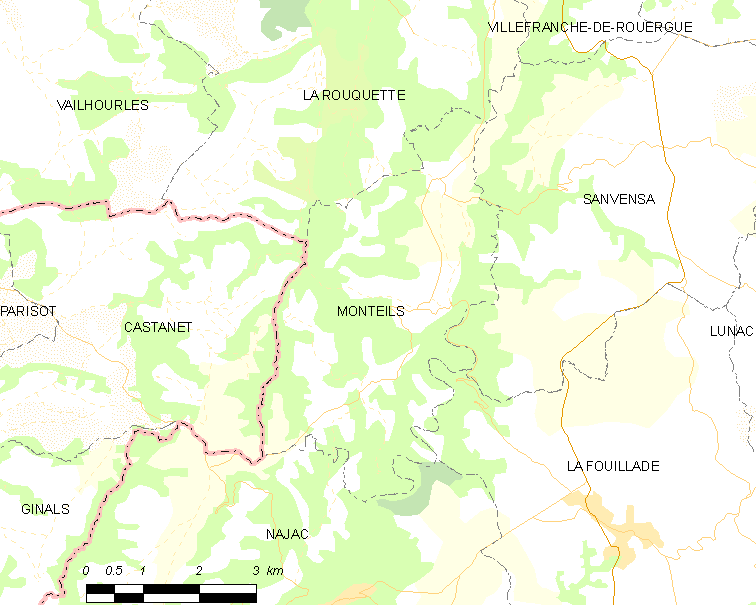
的OSM定位图

蒙泰伊的时区为UTC+01:00、UTC+02:00（夏令时）。

## 行政
蒙泰伊的邮政编码为12200，INSEE市镇编码为12150。

## 政治
蒙泰伊所属的省级选区为阿韦龙-塔恩县。

## 人口

1962-2008年间人口变化图示

蒙泰伊于2022年1月1日时的人口数量为469人。